# Joseph II.

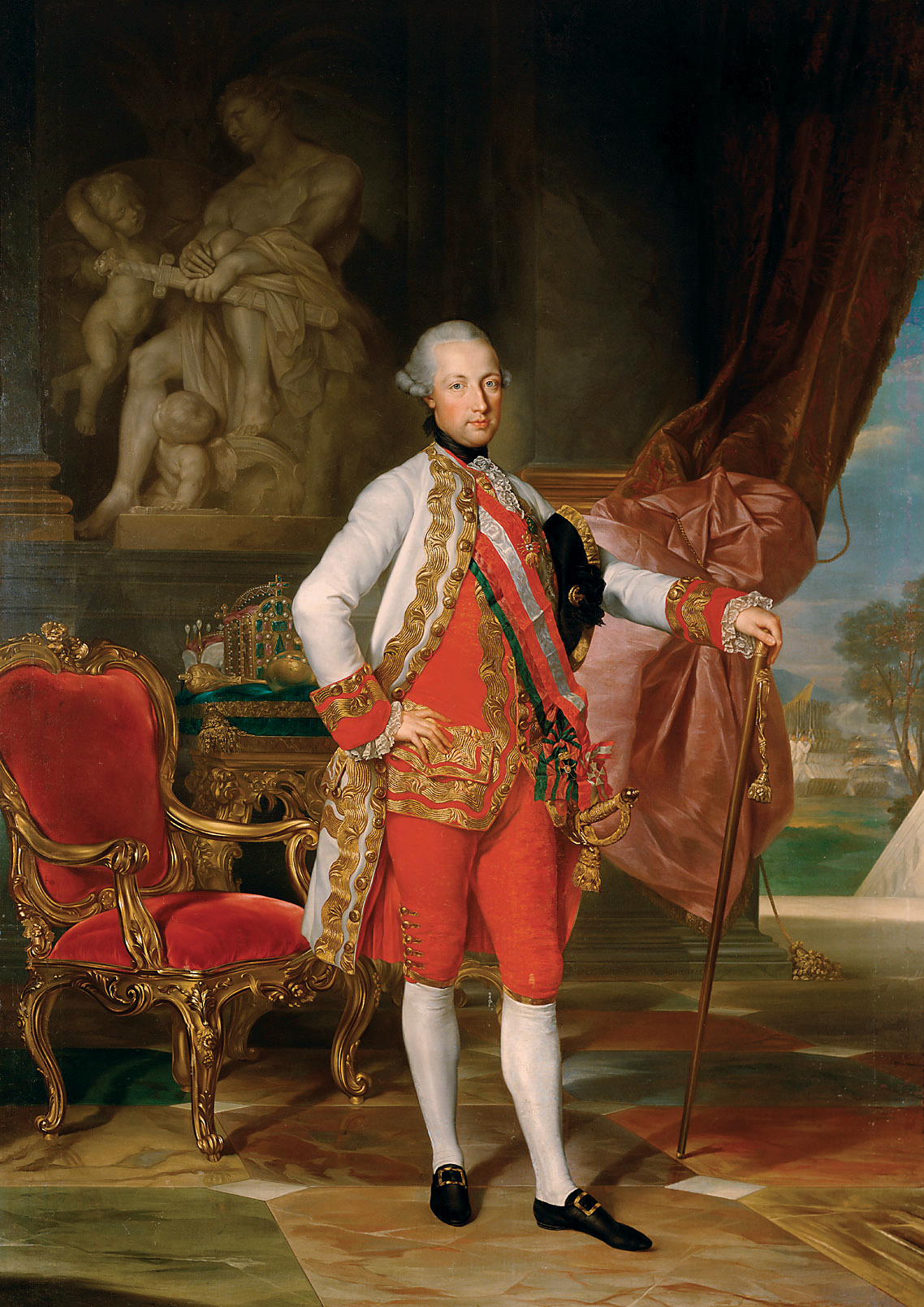
Joseph II. um 1775 (Gemälde von Anton von Maron)

Joseph II. (* 13. März 1741 in Schloss Schönbrunn; † 20. Februar 1790 in Wien) war von 1765 bis 1790 als erster Angehöriger des Hauses Habsburg-Lothringen Kaiser des Heiligen Römischen Reiches.
Von 1765 bis 1780 amtierte Joseph, den die römisch-deutsche Kaiserwürde allein titularisch aufwertete, als Mitregent seiner Mutter Maria Theresia in den Ländern der Habsburgermonarchie, ab 1780 war er Alleinherrscher. Joseph gilt als ein Exponent des aufgeklärten Absolutismus und setzte ein ehrgeiziges Reformprogramm in Gang (Josephinismus, Toleranzpatent, Aufhebung der Leibeigenschaft). Kurz vor Ende seines Lebens sah er sich gezwungen, zahlreiche seiner Reformvorhaben wieder zurückzunehmen.
Sein Wahlspruch lautete: Virtute et exemplo („Mit Tugend und Beispiel“).

## Leben

### Herkunft und frühe Jahre

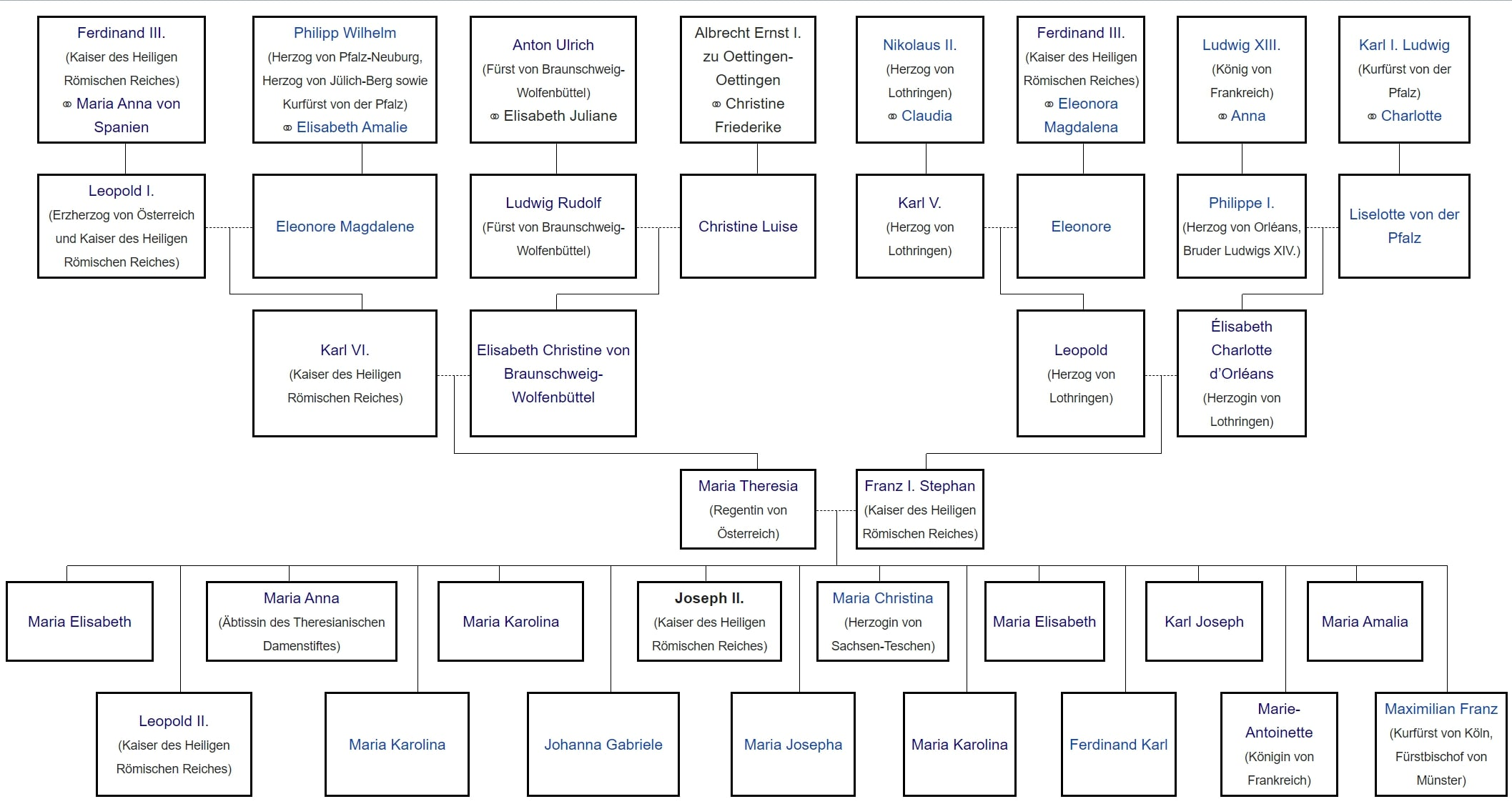
Stammbaum von Joseph II.

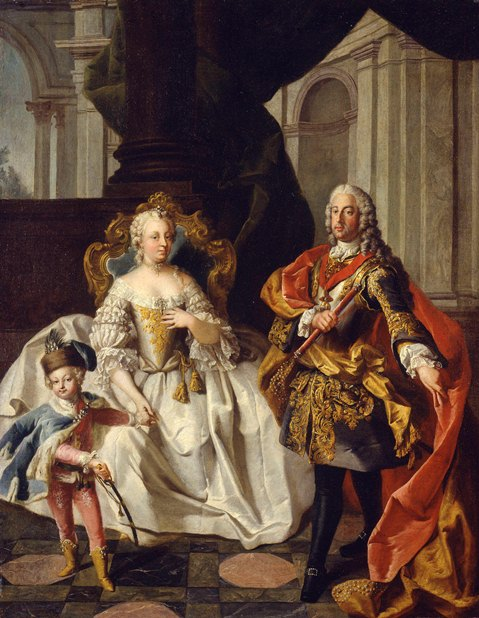
Maria Theresia mit Franz Stephan und Joseph (Franz Xaver Karl Palko, 1747)

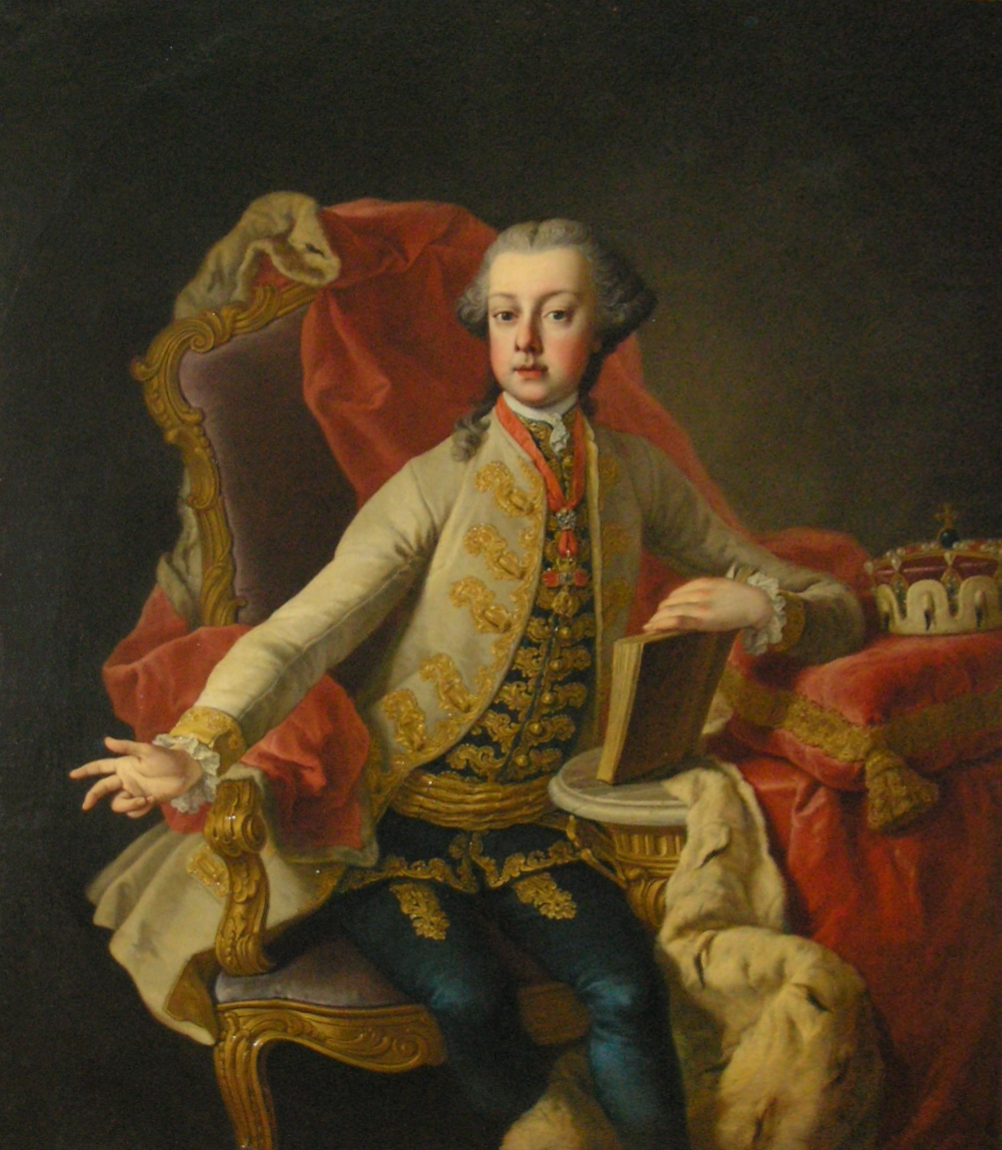
Erzherzog Joseph um 1749 (Gemälde von Martin van Meytens)

Erzherzog Joseph von Österreich-Lothringen wurde am 13. März 1741 als ältester Sohn der österreichischen Regentin Maria Theresia und deren Gemahl Großherzog Franz Stephan von Lothringen in Schloss Schönbrunn geboren. Nach drei Töchtern war Joseph der ersehnte männliche Thronfolger und wurde noch am Tag seiner Geburt auf die Namen Josephus Benedictus Joannes Antonius Michael Adamus getauft. Als Taufpaten dienten Papst Benedikt XIV., stellvertreten durch den Wiener Fürstbischof Kardinal Sigismund von Kollonitz, sowie der polnische König August III., der durch Reichsgeneralfeldmarschall Joseph Friedrich von Sachsen-Hildburghausen vertreten wurde. Der zweite und der dritte Vorname wurden zu Ehren der beiden Taufpaten gewählt.
Zum Zeitpunkt von Josephs Geburt stand Maria Theresia unter großem politischen und militärischen Druck, der den Fortbestand der Habsburgermonarchie gefährdete. Ihr Herrschaftsanspruch, begründet durch die Pragmatische Sanktion, wurde von Bayern, Sachsen, Spanien und Preußen nicht anerkannt, was aufgrund territorialer Ansprüche zum Ausbruch des Ersten Schlesischen Krieges (1740–1742) und schließlich des Österreichischen Erbfolgekrieges (1740–1748) führte. Mit dem Wittelsbacher Karl VII. wurde 1742 erstmals seit über 300 Jahren kein Angehöriger des Hauses Habsburg zum römisch-deutschen König gewählt. Die Geburt eines männlichen Erben war somit für Maria Theresia von enormer politischer Bedeutung, da sie sich nun als Regentin ihres minderjährigen Sohnes präsentieren und ihren eigenen Thronanspruch festigen konnte. Nach dem überraschenden Tod Karls VII. (1745) gelang es ihr, durch den Frieden von Füssen die Wahl ihres Ehemannes Franz Stephan (als Franz I. Stephan) zum römisch-deutschen König durchzusetzen und damit den Suprematsanspruch ihrer Dynastie wiederherzustellen.
Maria Theresia hatte ein umfassendes, detailliertes Erziehungsprogramm für ihren Sohn ausarbeiten lassen. Zwar bildeten Glaube und Religion einen Schwerpunkt des Programms, doch im Sinne des Leitbildes eines christlichen Herrschers wurde Joseph nicht erzogen. Vielmehr waren Erziehung und Ausbildung in erster Linie darauf ausgerichtet, den Kronprinzen möglichst optimal auf seine künftigen Herrscheraufgaben vorzubereiten. In den frühen Jahren stand weniger die Wissensvermittlung im Vordergrund als die Erhaltung der Gesundheit durch Reit- und Fechtunterricht. 1748 wurde der Offizier Karl Josef Batthyány zum Prinzenerzieher (Ajo) ernannt, der Josephs Vorliebe für das Militär förderte. Im selben Jahr wurde der junge Erzherzog Oberst-Inhaber eines dann nach ihm benannten Dragoner-Regiments (seit 1765/71 Chevaux-legers), dessen grünen Uniformrock er, später auch als Kaiser, häufig anstelle der weißen Generalsuniform trug. Ein Jesuit erteilte ihm Religionsunterricht, der durch Lerneinheiten in Ethik, Morallehre und Philosophie vervollständigt wurde. Besondere Begabung zeigte Joseph beim Erlernen von Fremdsprachen wie Latein, Französisch, Italienisch, Ungarisch und Tschechisch. Daneben fanden auch naturwissenschaftliche Fächer, Mathematik und künstlerische Elemente wie Tanz- und Theaterunterricht Einzug in den Lehrplan. Mit fortschreitendem Alter verlagerte sich der Schwerpunkt auf den Geschichtsunterricht, das Natur-, Staats-, Kirchen- und Völkerrecht, in dessen Zentrum die rationale Naturrechtslehre nach Samuel von Pufendorf stand, die sich wesentlich von der traditionellen Staatsauffassung einer göttlichen Weltregierung unterschied. Johann Christoph von Bartenstein, einem Berater seines Vaters, oblag die Einführung Josephs in die inneren Verhältnisse der Monarchie, die Militärausbildung vervollständigte der lothringische Genie-Offizier Jean-Baptiste Brequin de Demenge.
Durchdrungen von seiner privilegierten Stellung als Thronerbe und mit großem Selbstbewusstsein ausgestattet zeichnete sich Joseph innerhalb seiner dreizehn überlebenden Geschwister durch ein Gefühl der Überlegenheit und des Sendungsbewusstseins aus. Otto Christoph von Podewils, der preußische Gesandte am Hofe in Wien, äußerte sich später sehr kritisch über die Erziehung des Knaben, den er als hochmütig, unnachgiebig und faul bezeichnete. Es gelänge nur mit Mühe, ihn zum Lernen zu bewegen und ihm die elementarsten Kenntnisse beizubringen.
Ab 1760 erhielt Joseph die Möglichkeit, an den Sitzungen der obersten kollegial organisierten Verwaltungsbehörden und des Staatsrates teilzunehmen. Bereits in dieser Zeit trat er als Verfasser kritischer Denkschriften hervor, die entscheidende Punkte seines späteren Reformprogramms vorwegnahmen. Unter dem Einfluss der Schriften der Aufklärung (vor allem Voltaire), der französischen Enzyklopädisten und der Theorie der Physiokratie formulierte Joseph seine Grundüberzeugung, dass das für einen funktionierenden Staat notwendige „Gute“ nur durch uneingeschränkte fürstliche Vollmachten verwirklicht werden könne.

### Heirat und Nachkommen

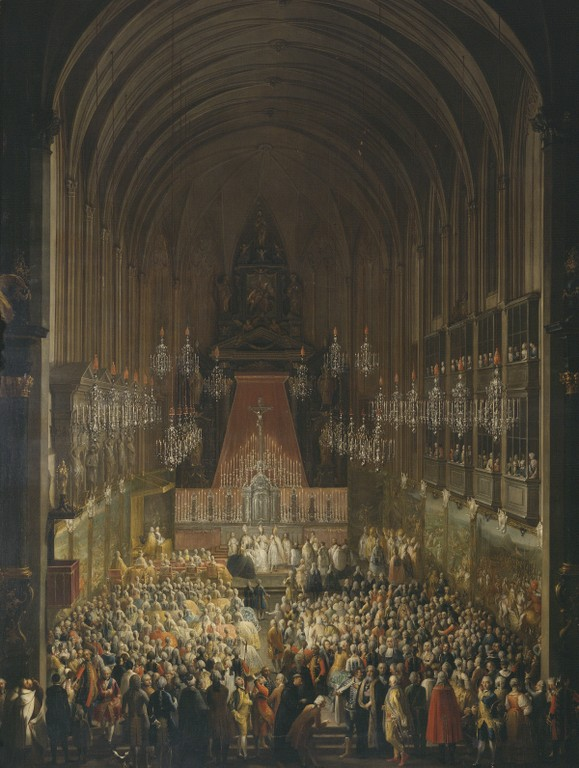
Trauungszeremonie in der Augustinerkirche zwischen Joseph und Isabella (Martin van Meytens, um 1760/65)

Im Zuge der Neuorientierung der habsburgischen Bündnis- und Außenpolitik (Renversement des alliances), die den traditionellen Gegensatz zum Erbfeind Frankreich (habsburgisch-französischer Gegensatz) beenden sollte, beschlossen Maria Theresia und Ludwig XV. die dynastische Verbindung der Habsburger mit den Bourbonen. Zur Stärkung des Bündnisses und als äußeres Zeichen der Eintracht arrangierten sie die Vermählung Josephs mit Isabella von Bourbon-Parma, einer Enkelin des französischen Königs. Die 18-jährige Isabella war die älteste Tochter des Herzogs Philipp von Parma und dessen Gemahlin Marie Louise Élisabeth de Bourbon.
Nachdem am 5. September 1760 zunächst die Trauung per procurationem in der Kathedrale von Padua vollzogen worden war, geleitete Josef Wenzel von Liechtenstein die Braut feierlich nach Wien. Dort wurden Joseph und Isabella am 6. Oktober 1760 in der Augustinerkirche durch den päpstlichen Nuntius Kardinal Vitaliano Borromeo getraut. Die sehr aufwendig gestalteten, prunkvollen Hochzeitsfeierlichkeiten sollten die ungeschmälerten Ressourcen der im Kriegszustand befindlichen Monarchie – die Hochzeit fiel in die Zeit des Siebenjährigen Krieges – publikumswirksam demonstrieren. Obwohl die Ehe aus Gründen der Staatsräson geschlossen worden war, zeigte sich Joseph von seiner Gattin entzückt, betete sie regelrecht an. Er bewunderte und verehrte Isabella, sah in ihr seine engste Vertraute. Die sensible Isabella hingegen verabscheute das Hofzeremoniell, zeigte sich ihrem Gatten gegenüber sehr zurückhaltend und schien sich vielmehr zu Josephs Schwester Marie Christine hingezogen zu fühlen, der sie schwärmerische Briefe schrieb. Als Folge einer Fehlgeburt im Jänner 1763 verschlimmerten sich Isabellas psychische Leiden, ehe sie nach dreijähriger Ehe am 27. November 1763 an den Pocken starb.
Aus der Verbindung gingen zwei Nachkommen hervor:
- Maria Theresia (* 20. März 1762; † 23. Jänner 1770)
- Maria Christine (*/† 22. November 1763)

Der Verlust Isabellas stürzte Joseph in tiefste Verzweiflung. Er schrieb seinem Schwiegervater: „Ich habe alles verloren. Meine anbetungswürdige Gattin, der Gegenstand all meiner Zärtlichkeit, meine einzige Freundin ist nicht mehr.“ Auch seinem Bruder Leopold offenbarte er in einem Brief seine Gefühle: „Ich bin nicht fähig, mehr zu sagen, ich habe alles verloren. Ich wünsche Dir von ganzem Herzen eine so gute Frau wie meine verstorbene. Aber Gott möge Dich vor einem solchen Unglück bewahren.“
In der Folge war man von verschiedenen Seiten bemüht, Joseph erneut zu verheiraten. Nach erfolglosen Verhandlungen u. a. mit Spanien und Portugal drängte Maria Theresia ihren Sohn zur Heirat mit einer deutschen Prinzessin. Schließlich beugte sich Joseph dem Willen der Mutter und entschied sich für seine Cousine zweiten Grades Maria Josepha von Bayern, Tochter Karls VII. und dessen Gemahlin Maria Amalia von Österreich. Die Hochzeit fand am 23. Jänner 1765 in Schloss Schönbrunn statt. Die Ehe Josephs mit der zwei Jahre älteren Maria Josepha galt als unglücklich, wahrscheinlich wurde sie nie vollzogen. Joseph mied das gemeinsame Schlafzimmer und ließ sogar den gemeinsamen Balkon in Schönbrunn abteilen, um seine Frau nicht sehen zu müssen. Der Kaiser beschrieb seine Gemahlin als „kleine und dicke Gestalt“ mit „hässlichen Zähnen“. Allerdings gab er zu, dass Maria Josepha eine „vorwurfsfreie Frau“ sei, die ihn liebe und die er wegen ihrer guten Eigenschaften schätze, und dass er darunter leide, seine zweite Frau nicht lieben zu können. Maria Josepha starb am 28. Mai 1767 an den Pocken, Joseph blieb dem Begräbnis seiner Ehefrau fern.
Nach diesen negativen Erfahrungen weigerte sich Joseph in der Folge beharrlich, eine dritte Ehe einzugehen.
In zahlreichen Volkslegenden werden Joseph II. uneheliche Kinder angedichtet. Das prominenteste Beispiel für ein solches Gerücht ist Joseph Gottfried Pargfrieder, der dies auch selbst behauptete. Pargfrieder belieferte die k.k. Armee noch unter Kaiser Franz Joseph mit Schuhen.

### Mitregent der Mutter (1765 bis 1780)

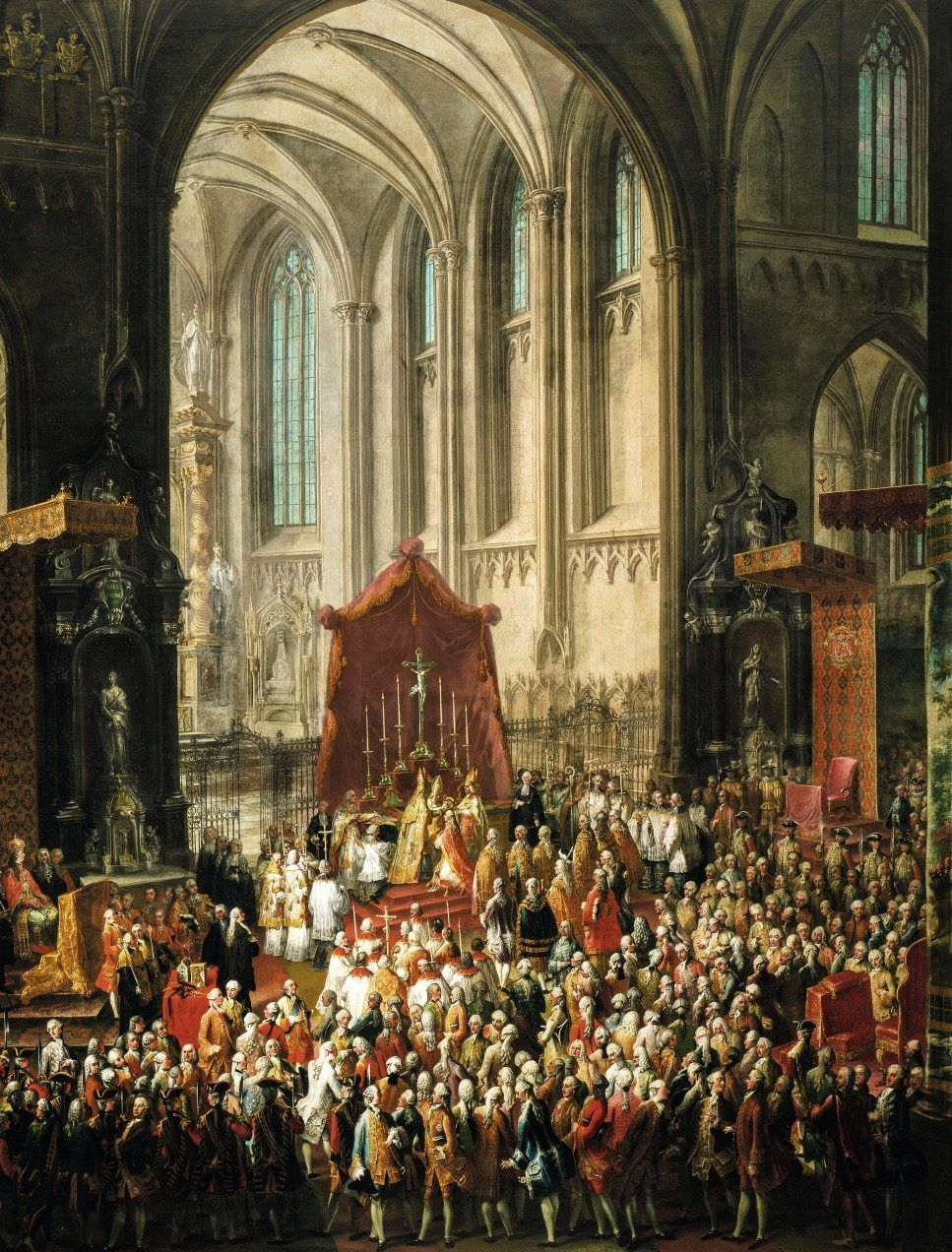
Krönungszeremonie Josephs II. (Gemälde von Martin van Meytens), nach 1764

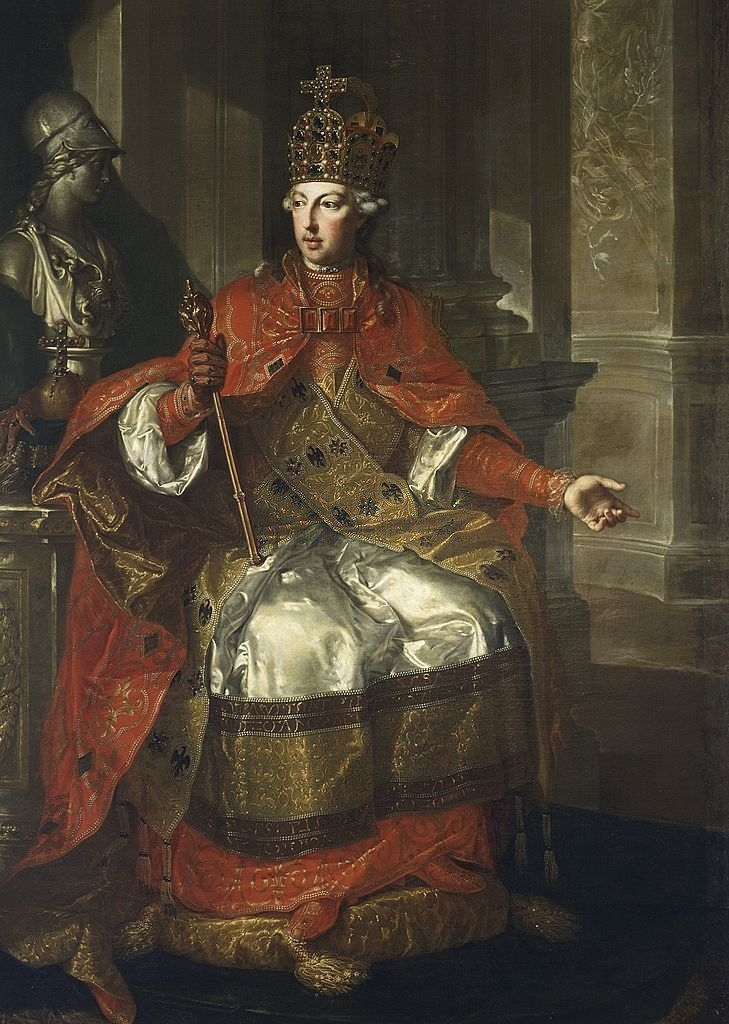
Joseph II. im Krönungsornat (Gemälde von Joseph Hickel)

Um Josephs Stellung als Thronerbe des Hauses Habsburg-Lothringen und den Anspruch der Dynastie auf die Kaiserkrone zu untermauern, sollte er bereits zu Lebzeiten des Vaters als dessen designierter Nachfolger installiert werden. Aus diesem Grund wurde Joseph am 27. März 1764 in Frankfurt am Main durch die deutschen Kurfürsten zum römisch-deutschen König gewählt. Am 3. April folgte die feierliche Krönungszeremonie mit der Reichskrone und den Reichskleinodien im Kaiserdom St. Bartholomäus. Joseph, der sich ganz der Vernunft und Rationalität verschrieben hatte, betrachtete sich selbst als Fremdkörper im archaischen Zeremoniell der in verschwenderischem Prunk ausgestalteten Krönungsfeierlichkeiten. Bereits im Folgejahr verstarb plötzlich Franz I. Stephan (18. August 1765) und Joseph übernahm den Kaisertitel, der allein männlichen Herrschern vorbehalten war. Am 17. September 1765 wurde Joseph von Maria Theresia zum Mitregenten in den habsburgischen Ländern (Erzherzogtum Österreich, Länder der Böhmischen Krone, Königreich Ungarn, Österreichische Niederlande) erhoben, das vom Vater geerbte Großherzogtum Toskana überließ er seinem jüngeren Bruder Leopold.
Joseph trug zwar den Kaisertitel, jedoch verfügte das Amt Mitte des 18. Jahrhunderts nur über sehr begrenzte Befugnisse und war mehr ein repräsentativer Ehrentitel. Sehr zu seinem Leidwesen hatte Maria Theresia ihr Vorhaben, sich nach dem Tod ihres Gatten von den Regierungsgeschäften zurückzuziehen, revidiert und ihren Sohn lediglich als Mitregenten installiert. Sie hatte sich vorgenommen, Joseph langsam, aber zielstrebig in die Regierung einzuführen, ohne jedoch die Kontrolle aus der Hand zu geben. Dies führte häufig zu Auseinandersetzungen, die sich teils auf den Generationsunterschied, teils auf die stark voneinander abweichenden Charaktereigenschaften der beiden Persönlichkeiten zurückführen lassen. Eine dominante, konservative Mutter stand ihrem ehrgeizigen, aufgeklärten Sohn gegenüber. Maria Theresia bremste den Reformeifer des Sohnes, da sie ihre mühsam aufgebaute Herrschaft über ihr heterogenes Reich in Gefahr sah, wodurch die Jahre der Mitregentschaft Josephs von einer lähmenden Zusammenarbeit gekennzeichnet waren. Joseph war als Mitregent beschränkt handlungsfähig und verlagerte sein Wirken zunächst auf die Reform des kaiserlichen Hofstaates. Ganz im Sinne des aufgeklärten Staatsgedankens hatte er schon früh eine Abneigung gegen Etikette und Zeremoniell entwickelt und bereits 1765 seinen Hofstaat mit dem seiner Mutter zusammengelegt und damit deutlich zu erkennen gegeben, dass er sparsam wirtschaften werde. Der Kaiser verwarf die strenge Etikette, schaffte zahlreiche Zeremonien ab, hob die Bekleidungsvorschrift auf (Abschaffung des spanischen Mantelkleides und Zulassung der Uniform), verfügte zahlreiche Einsparungsmaßnahmen und machte die kaiserlichen Gärten (Schönbrunn, Augarten, Prater) der Öffentlichkeit zugänglich. Als Universalerbe seines Vaters setzte Joseph dessen enormes Privatvermögen von etwa 22 Millionen Gulden zur Tilgung der Staatsschulden ein.

### Römisch-deutscher Kaiser
In vielen Fragen hatte Joseph andere, zum Teil auch konträre Meinungen zu seiner Mutter Maria Theresia, die bei ihren eigenen Reformen geistig und emotional noch im Zeitalter der Gegenreformation lebte, während Joseph bereits ein Anhänger aufklärerischer Ideen war. In dieser Phase bewunderte er Österreichs langjährigen Kriegsgegner Friedrich II. und reiste zu einer Begegnung mit ihm nach Neisse. Nach Maria Theresias Tod 1780 versuchte er, diese Ideen politisch umzusetzen, dies allerdings auf überhastete oder undiplomatische Art, so dass viele davon durch Verzögerungen oder Widerstand letztlich unwirksam blieben.

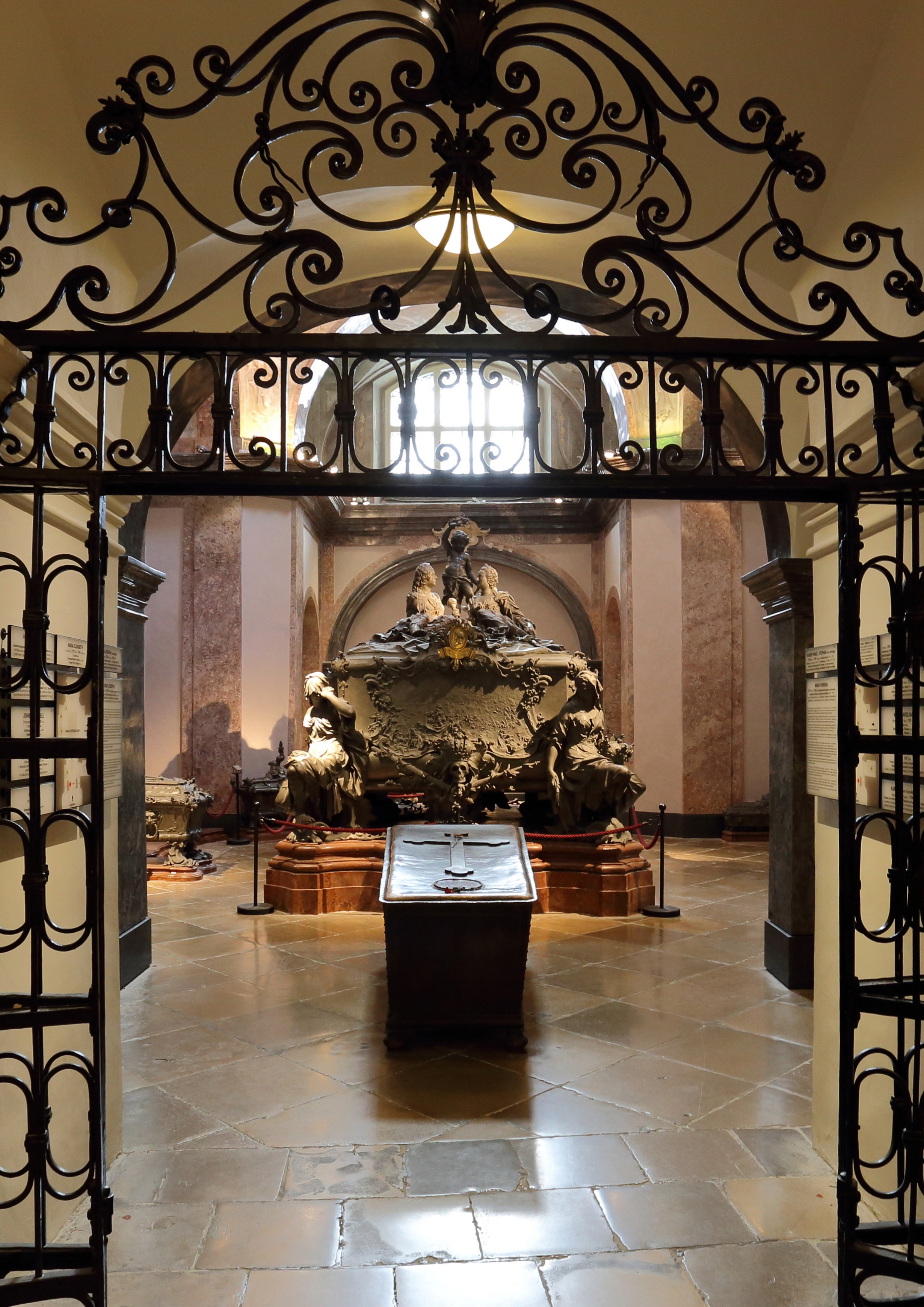
Der schlichte Kupfersarg Josephs vor dem Prunkdoppelsarkophag seiner Eltern

Bevor er 1790 an Tuberkulose verstarb, verzichtete Joseph II. auf die bei den Habsburgern damals praktizierte getrennte Bestattung. Er wurde in Feldmarschallsuniform in einen Eichenholzsarg gelegt und in der Kaisergruft bestattet. Der Holzsarg wurde später in einen betont schlichten Kupfersarg eingeschlossen, der vor dem Prunkdoppelsarkophag seiner Eltern Aufstellung fand. Ein letztes Schreiben am Tag vor seinem Tod an seinen engsten Freund Franz Moritz von Lacy blieb der Nachwelt erhalten. Die Kaiserwürde erhielt nach seinem Tod der jüngere Bruder Leopold II.
Beim Tod Josephs II. trauerten nur wenige um ihn, allerdings schrieben damals schon Zeitgenossen wie Georg Forster: „Aus der Fackel seines Geistes ist … ein Funke gefallen, der nie mehr erlöschen wird.“

## Aufgeklärter Absolutismus und Reformen

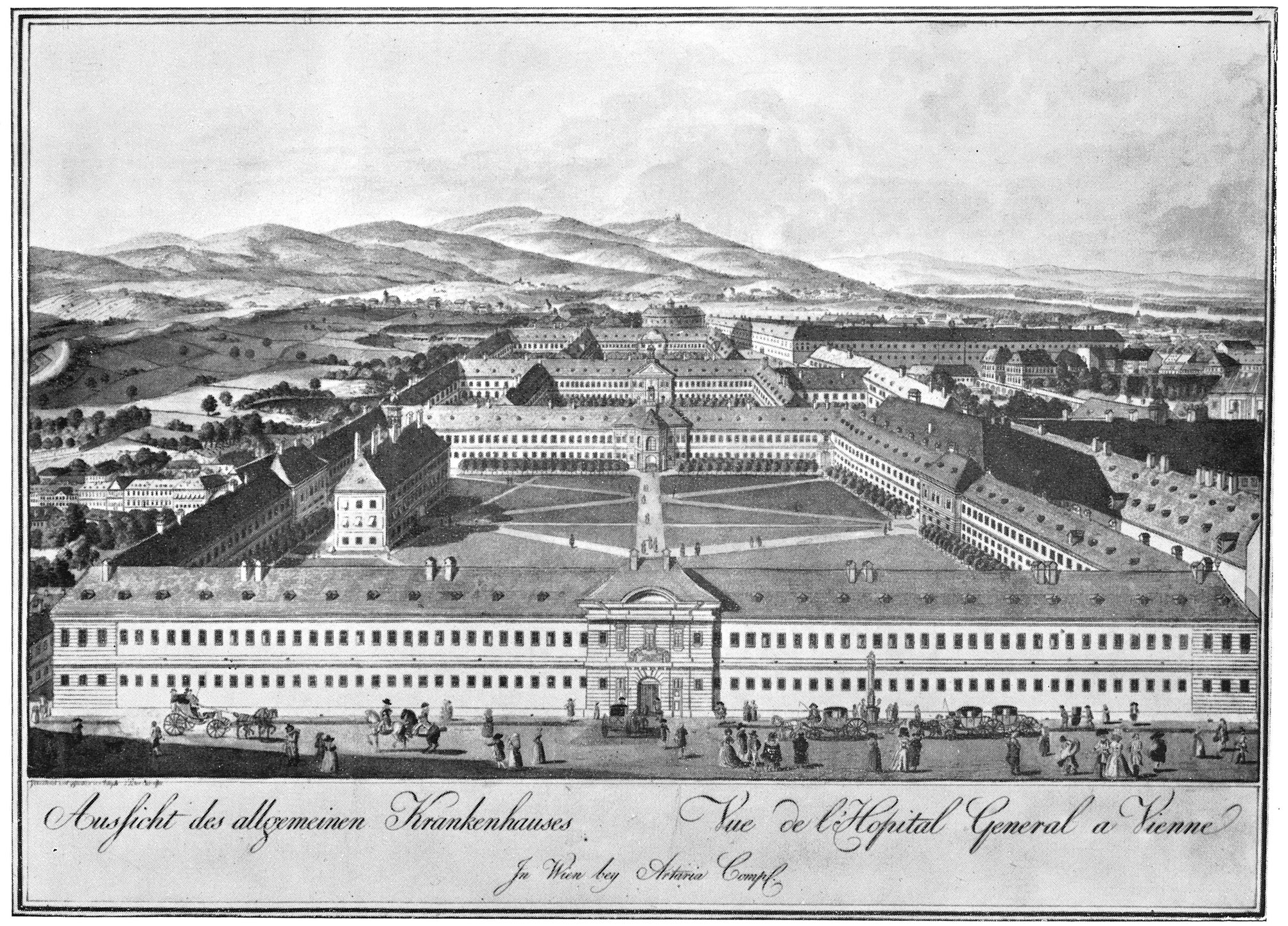
Von Joseph II. auch für Arme errichtetes Allgemeines Krankenhaus der Stadt Wien mit etwa 2000 Betten (1784)

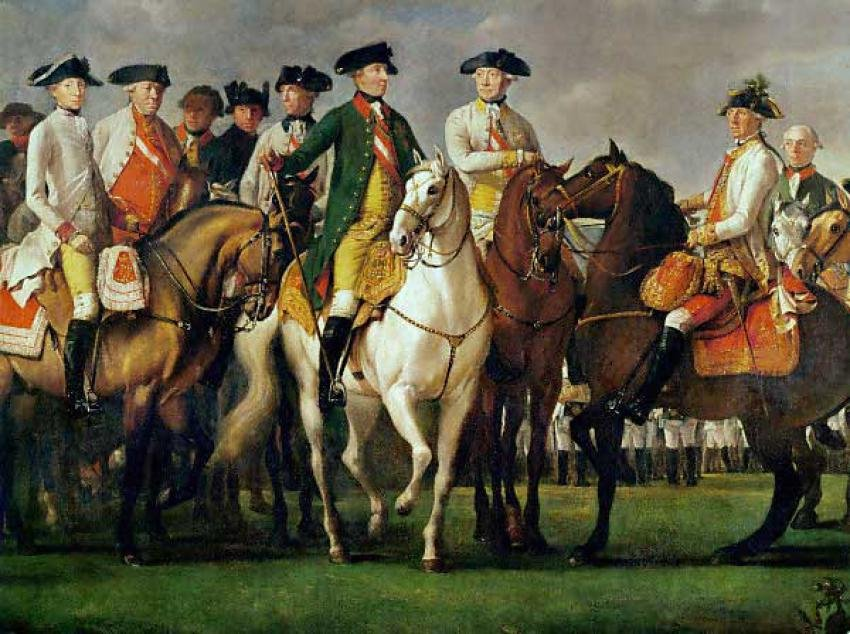
Joseph mit seinem ungeliebten Neffen Franz (II.) auf Truppenbesuch in Münchendorf (Martin Ferdinand Quadal, 1786)

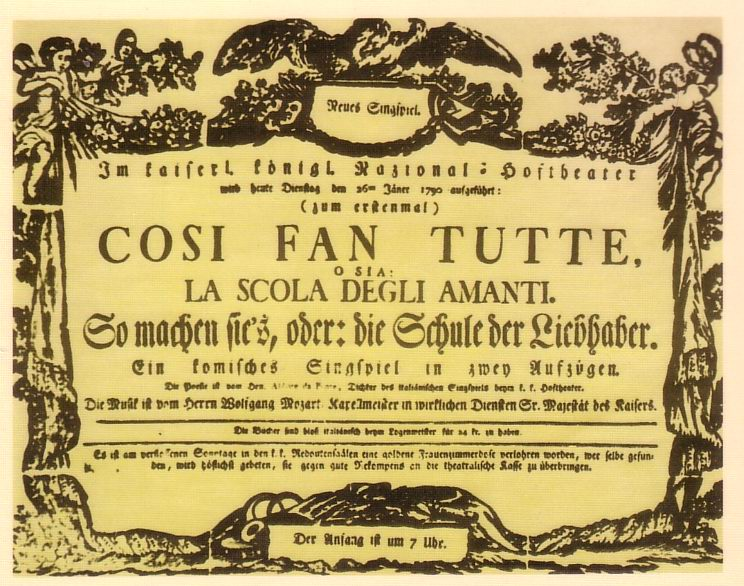
In Josephs Auftrag geschaffen: Mozarts Così fan tutte (1790)

Er gilt als Exponent des aufgeklärten Absolutismus. Für ihn war das Herrschertum ein Amt, ein Dienst am Staat als übergeordnetem Ganzen. „Alles für das Volk, aber nichts durch das Volk“ war sein angeblicher Leitspruch, der seinen Regierungsstil zutreffend charakterisiert.
Joseph II. versuchte den Einfluss des Adels und des Klerus zurückzudrängen. Die Leibeigenschaft der Bauern etwa wurde durch das Leibeigenschaftsaufhebungspatent am 1. November 1781 aufgehoben. In Erinnerung an diese Reform des Kaisers wurde er im Volk als „Joseph – der Bauernbefreier“ verehrt und im 19. Jahrhundert wurden ihm zu Ehren viele Kaiser-Joseph-II.-Denkmäler, insbesondere in Böhmen und Österreich, errichtet.
Die adligen Ständeversammlungen wurden zugunsten von Staatsbeamten zurückgedrängt. Dies hatte auch mit Josephs Zentralisierungstendenzen zu tun.
So versuchte er, aus Österreich einen Einheitsstaat mit (Hoch-)Deutsch als Staatssprache zu machen. Die althergebrachten Sonderrechte der Länder seines Herrschaftsbereiches wollte er abschaffen. Diese Bestrebungen lösten in den österreichischen Niederlanden Unruhen aus und brachten Ungarn an den Rand eines Aufstandes. Er verzichtete sogar darauf, sich in Prag und Pressburg zum König von Böhmen bzw. Ungarn krönen zu lassen.
Ein anderer Aspekt dieser Bemühungen ist seine Kunstpolitik. So wurde das Burgtheater zum deutschen Nationaltheater erklärt und der Komponist Wolfgang Amadeus Mozart wurde 1781 beauftragt, mit der Entführung aus dem Serail die Gattung des Singspiels in deutscher Sprache auf künstlerisch ernstzunehmendes Niveau zu heben. Die Zusammenarbeit mit Mozart wurde auch in den folgenden Jahren beibehalten, als das Genre des Deutschen Singspiels sich nicht durchgesetzt hatte. 1786 genehmigte er die Uraufführung der Mozart-Oper Le nozze di Figaro (nach dem aufrührerischen Stück Der tolle Tag des Franzosen Beaumarchais, dessen Kritik an den Adelsvorrechten mit der Politik des Kaisers sehr gut zusammenging). 1789 erteilte er Mozart auch den Auftrag zu dessen Oper Così fan tutte.
Josephs Einheitsstaat sollte in erster Linie für Wohlstand und Fortkommen seiner Bürger sorgen. Allerdings hatte Joseph die Tendenz, sich auch um allerkleinste Details zu kümmern, was von seinen Untertanen teilweise als schikanös empfunden wurde. So gab es Regelungen bei Begräbnisfeierlichkeiten bis in kleinste Detail; Festlegung der Zahl der Kerzen, die bei einer Messe anzuzünden seien; das Verbot von Pfeffernüssen als Genussmittel, welche er für gesundheitsschädlich hielt, und vieles mehr.
Ein ernster zu nehmender Aspekt dieser Bemühungen ist seine Gesundheitspolitik, die sich in der Gründung des Allgemeinen Krankenhauses und des Josephinums (einer Ausbildungsstätte für Militärärzte, dessen erster Direktor Josephs Leibarzt Giovanni Alessandro Brambilla war) niederschlug. Das Allgemeine Krankenhaus war eine Art Lieblingsprojekt des Kaisers, mit dem er sich äußerst detailliert befasste – unter anderem in der Planung des sog. Narrenturms, einer Verwahranstalt für Geisteskranke.
Sein Reformwerk scheiterte letztlich am offenen und versteckten Widerstand der alten Eliten bzw. an der Tatsache, dass er nur zehn Jahre regierte. Bei der Auswahl seiner Mitarbeiter übersah er oft deren Fehler und mangelnde Konsensfähigkeit. So bot der Protochirurg Giovanni Alessandro Brambilla der konservativen Ärzteschaft so viel Angriffsfläche, dass sich die Entwicklung der Chirurgie in Österreich letztlich um Jahrzehnte verzögerte. Der Graf Belgiojoso schweißte als Statthalter der österreichischen Niederlande durch sein ungeschicktes Agieren sogar den Klerus und die Freigeister zu einer gemeinsamen Opposition zusammen.

### Justizpolitik
Ein Aspekt seiner Reformen war, dass die Rechtsordnung unter ihm bedeutende Fortschritte machte. 1783 wurden Teile des Eherechts in der „Verordnung in Ehesachen“ kodifiziert.
Mit dem Allgemeinen Bürgerlichen Gesetzbuch (Josephinischen Gesetzbuch) von 1786 stellte er den gesetzgeberischen Raum aus der naturrechtlichen Pflichtbindung des Monarchen den entsprechenden Rechten der Untertanen gegenüber und sicherte allen Untertanen Schutz und Freiheit zu. Programmatisch griff er in die tradierten Stände- und Rechtsabhängigkeiten ein. Damit zielte er auf die Loyalität der Untertanen aller Erbländer, die Einbindung der Minderheiten und die Stabilisierung des habsburgischen Herrschaftsgefüges.
1787 wurde das vergleichsweise fortschrittliche Josephinische Strafgesetz für die Erbländer der Habsburger erlassen, mit dem unter anderem Verstümmelungsstrafen abgeschafft wurden und die Todesstrafe nur mehr im Standrecht, aber nicht im ordentlichen Strafverfahren vorgesehen war. 1803 wurde sie für wenige Delikte wieder eingeführt. Im Vordergrund stand bei diesen Überlegungen, dass beispielsweise Verurteilungen zu öffentlicher Arbeit dem Staat mehr nutzen und Strafen wie jahrelanges Schiffziehen (mit letztendlich auch sehr hoher Todesrate) weitaus abschreckender als der Tod seien. Auch setzte das Josephinische Strafgesetz erstmals das Legalitätsprinzip um, nach dem nur bestraft werden kann, was per Gesetz strafbar ist. Der Adel wurde nicht extra erwähnt und somit waren theoretisch alle Vorrechte verschwunden, in der Praxis wirkte sich der Stand aber doch noch aus.

### Innen- und Wirtschaftspolitik
Unter seiner Regierung wurden merkantilistische und physiokratische Ideen verwirklicht. Die Bevölkerung wurde dabei hauptsächlich als Arbeitskräftereservoir angesehen.
Maßnahmen zur Hebung der Bevölkerungszahl gehen damit Hand in Hand. Vor diesem Hintergrund ist beispielsweise die Aufhebung der Todesstrafe 1787 zu sehen – die Delinquenten wurden schließlich für die Zwangsarbeit gebraucht.
Mit einem eigenen Kolonisationsprogramm warb er Siedler für die Sicherung Galiziens an, die zu einem großen Teil aus der heutigen Pfalz stammten.
Ebenso verwirklichte er einen von Johann Anton von Pergen organisierten straffen Polizeistaat mit Spitzelsystem. Kurze Experimente mit der Pressefreiheit wurden rasch wieder aufgegeben.

### Außenpolitik
In seiner Außenpolitik war Joseph expansiv, aber nicht sonderlich erfolgreich. Die Beteiligung Österreichs an der ersten Teilung Polens mit dem Zugewinn Galiziens ging auf die Initiative Preußens zurück, das als Ausgleich für Russlands Zugewinne im Krieg mit der Türkei einen Korridor durch Polen (als Verbindung zwischen Pommern und Ostpreußen) forderte. Dem war eine Politik der Annäherung an Österreich vorausgegangen, das 1771 einen geheimen Vertrag mit der Türkei geschlossen hatte und damit Druck auf Russland ausübte. Als Katharina II. von Russland von diesem geheimen Vertrag erfuhr, wurde Österreich auch ein Angebot gemacht, von der Teilung des souveränen Polens zu partizipieren. Die Initiative zu den Teilungsplänen ging also nicht von Joseph aus, zumal die Rolle Österreichs unter den europäischen Mächten 1771/72 nicht tonangebend war. Allerdings soll er im Gegensatz zu seiner Mutter keinerlei Skrupel bei diesem Handel gehabt haben.
Als er nach dem Tod des bayerischen Kurfürsten Maximilian III. Joseph versuchte, Bayern an Österreich anzuschließen und dafür den Wittelsbachern die Österreichischen Niederlande zu überlassen, kam es zum Bayerischen Erbfolgekrieg gegen Friedrich II. von Preußen. Joseph II. musste sich im Frieden von Teschen 1779 letztlich mit dem Innviertel begnügen. 1785 versuchte er ein zweites Mal, im Tausch mit den Österreichischen Niederlanden Bayern zu erwerben, scheiterte aber wieder am Widerstand Friedrichs II. und des von ihm gegründeten Fürstenbundes.
1781 schloss er ein Verteidigungsbündnis mit der russischen Kaiserin Katharina II. 1787 wurde er als ihr Verbündeter in einen für Österreich wenig erfolgreichen Türkenkrieg hineingezogen, der erst nach Josephs Tod im Frieden von Swischtow endete.

### Religionspolitik

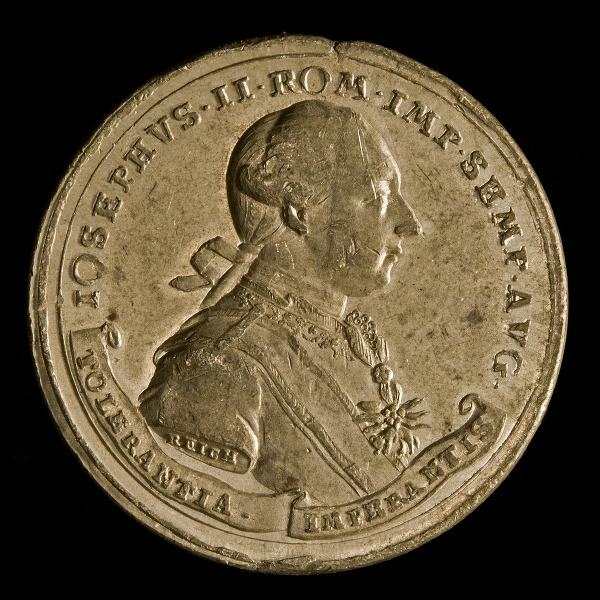
Medaille auf das Toleranzpatent (Johann Christian Reich)

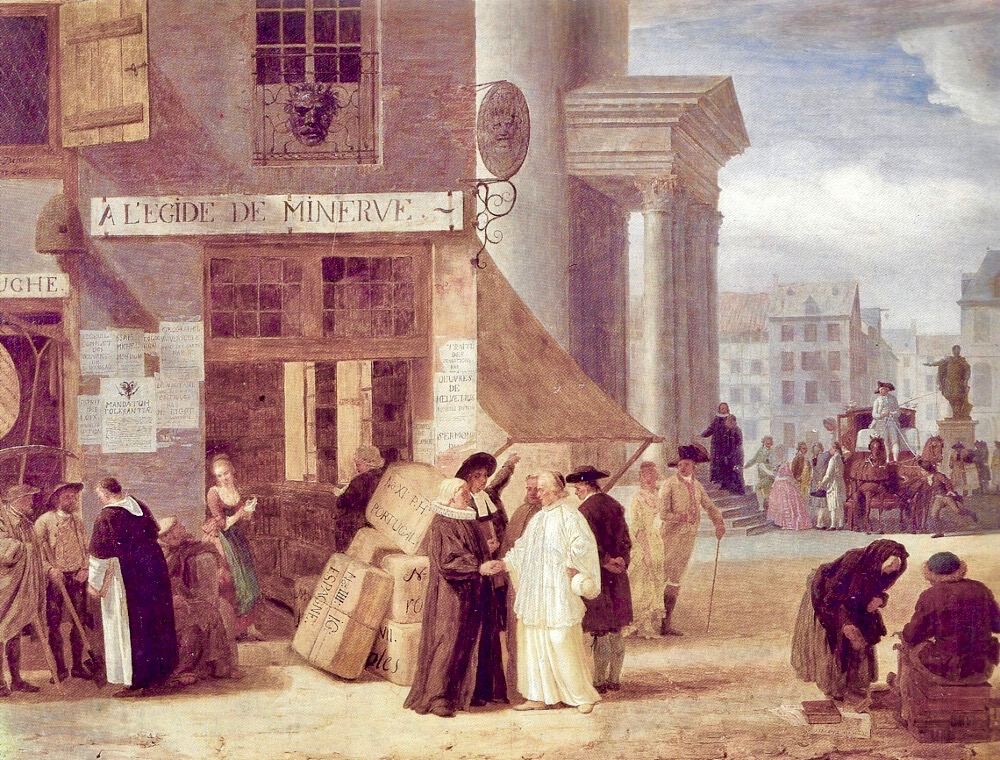
Allegorie auf das Toleranzpatent (Léonard Defrance)

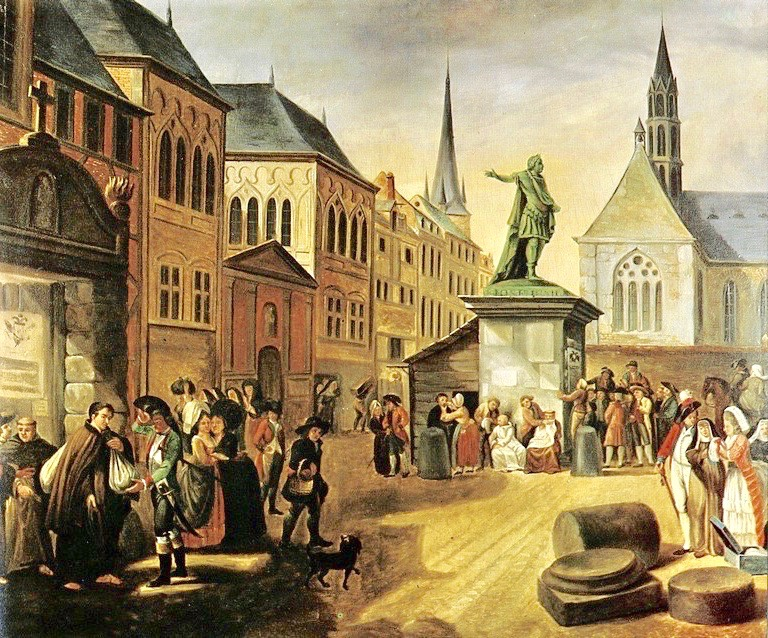
Aufhebung der Klöster in den Österreichischen Niederlanden (Léonard Defrance)

Am berühmtesten ist allerdings seine Religionspolitik, die meistens allein gemeint ist, wenn man von Josephinismus spricht.
In seinem Toleranzpatent wurde Protestanten und Juden erlaubt ihren Glauben weiter auszuüben, allerdings nur unter Duldung; der Vorrang der Katholischen Kirche blieb bestehen, doch betrachte der Kaiser die Kirche als nützliches Werkzeug der Staatspolitik, in die sie sich einzufügen hatte.
Alle Orden, die im volkswirtschaftlichen Sinne „unproduktiv“ waren, also keine Krankenpflege, Schulen oder andere soziale Aktivitäten betrieben, wurden aufgehoben, ihr Besitz verstaatlicht. Dies führte dazu, dass viele kontemplative Abteien mit zum Teil langer Tradition geschlossen wurden. Aus dem Erlös der Aufhebungen wurde der bis ins 20. Jahrhundert bestehende Religionsfonds gegründet, der die Besoldung der Priester übernahm, die auf diese Weise zu Staatsbeamten wurden.
Auch viele Feiertage und Kirchenfeste (Wallfahrten, Prozessionen etc.) wurden abgeschafft, hauptsächlich um die Zahl der Arbeitstage zu erhöhen.
Auf seine Initiative wurde die Verwaltungsstruktur der katholischen Kirche in Österreich rationalisiert. Pfarrsprengel wurden verkleinert, neue Diözesen gegründet und bestehende mit den Grenzen der Kronländer in Deckung gebracht.
Joseph II. schreckte auch nicht davor zurück, Vermögen der Toten Hand zu veräußern und den Willen der Stifter zu übergehen.

### Reisen
Nicht so sehr als Römischer König und Kaiser denn als Kronprinz, Mitregent und Alleinherrscher in den Staaten des Hauses Österreich sowie als Oberbefehlshaber der k.k. Armee unternahm Joseph II. zahlreiche Reisen, die ihn bis nach Spanien und auf die Krim führten. Unter den europäischen Herrschern seiner Zeit legte er wohl am meisten Kilometer zurück. Von den knapp 25 Jahren seiner Regierungszeit verbrachte er gut sechs Jahre außerhalb seiner Residenz.
Am längsten dauerten die Reisen nach Italien 1769, nach Siebenbürgen/Galizien 1773, nach Frankreich 1777, nach Russland 1780 und nach Italien 1783/84. Die größten Distanzen legte Joseph auf den Reisen nach Frankreich 1777 sowie nach Russland 1780 und 1787 zurück. Am längsten von Wien abwesend war er im Bayerischen Erbfolgekrieg 1778 und im Türkenkrieg 1788.
Von seinen Übernachtungen außerhalb Wiens entfielen besonders viele auf Prag und den Truppenübungsplatz Hloubětín/Tiefenbach, Pest und Buda/Ofen, Brno/Brünn und den Truppenübungsplatz Turany/Turas, Lwiw/Lemberg, Mailand, Innsbruck und Umgebung sowie auf Sibiu/Hermannstadt, außerhalb der Monarchie auf Florenz, Paris und Versailles, Neapel und Umgebung sowie auf Rom. Hinzu kamen die Hauptquartiere während der erwähnten Feldzüge, 1778 Rtyně v Podkrkonoší/Ertina, Jičín/Jitschin und Oleśnica/Oels, 1788 Zemun/Semlin.
Außerhalb der Staaten des Hauses Österreich reiste Joseph al inkognito unter dem Titel Graf von Falkenstein, nach einer Grafschaft in der heutigen Pfalz, die er vom Vater als Nebenland Lothringens geerbt hatte und ohne deren Besitz er zu Lebzeiten der Mutter nicht hätte Kaiser werden können.

## Bewertung

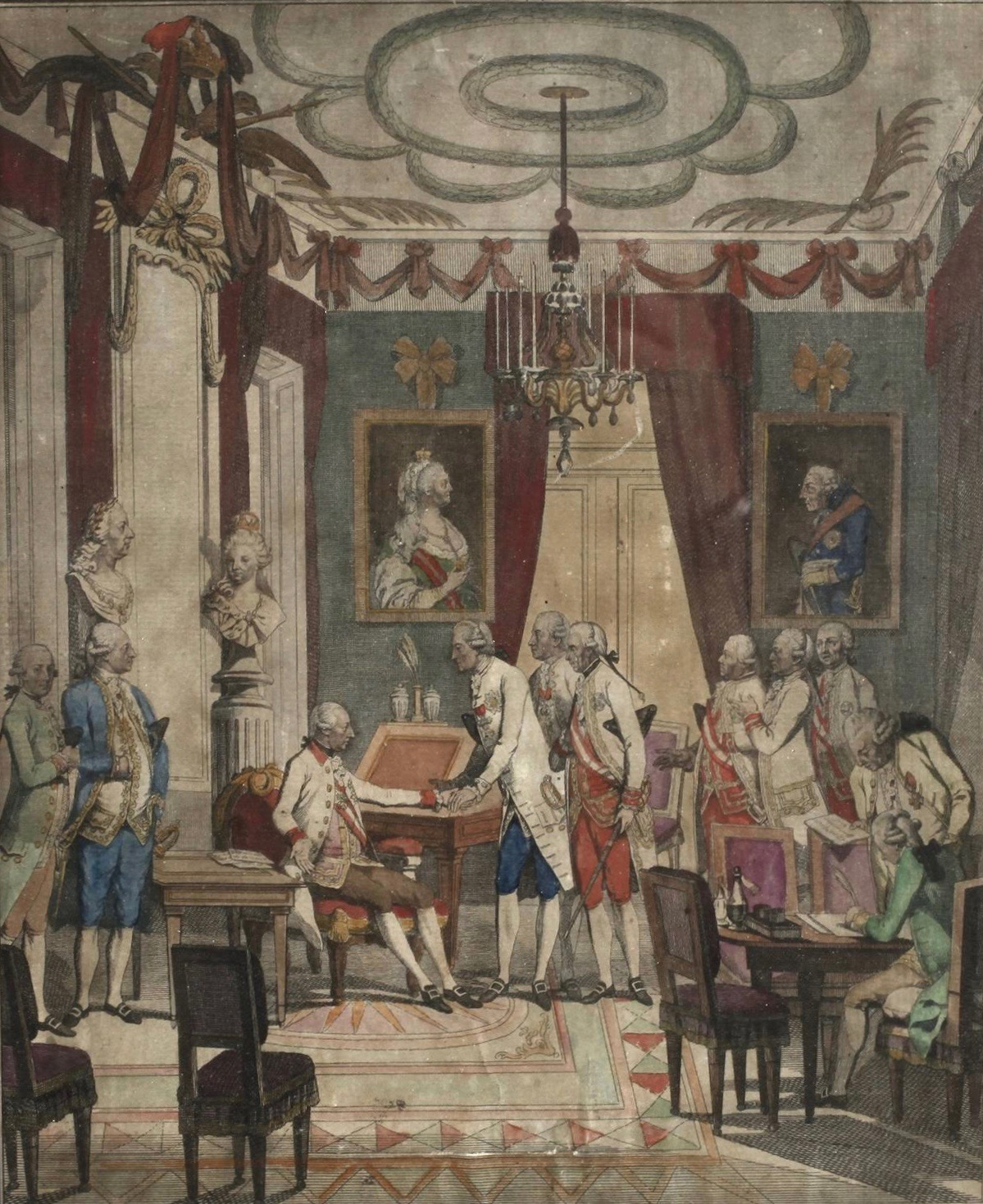
Abschied Josephs II.
von seinen Vertrauten, 1790 (Quirin Mark)

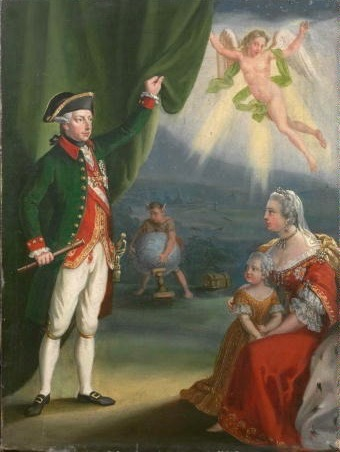
Joseph II. als Kultobjekt der Liberalen, 1828–1835 (Antonín Machek)

Die historische Beurteilung seiner Person ist sehr unterschiedlich. Aufgrund der Überstürztheit und Radikalität seiner Maßnahmen, die das Leben des Einzelnen teilweise bis ins Kleinste bestimmten, war Joseph zu Lebzeiten unpopulär bis verhasst, und er musste einige seiner Reformen kurz vor seinem Tod wieder zurücknehmen.
Unter der Regentschaft seines bis zum Starrsinn reaktionären Neffen Franz II./I. wurde er hingegen allmählich zu einer mit Nostalgie verklärten Lichtgestalt. Die Revolution von 1848 brachte eine wahre „Josephsrenaissance“ hervor, es gab neu aufgelegte Bücher über ihn und das Reiterdenkmal am Josephsplatz stand mehrfach im Mittelpunkt politischer Kundgebungen. Die erwarteten Reformen wurden von einigen als Fortsetzung seiner Arbeit gesehen. Zeitgenossen betonten den zufälligen Umstand, dass der Tag der Wiener Märzrevolution auch sein Geburtstag war. Die prinzipiell seit den Befreiungskriegen (1813–1815) und im Vormärz existierende Stilisierung des „echt deutschen Kaisers“ wurde diesmal erfolgreich ins Spiel gebracht, und sie wirkte später fort. Insgesamt hängt die Art der Vereinnahmung stark von den politischen Programmen der einzelnen Phasen der Revolution ab und ist vielschichtig. Um diese Zeit herum beginnt auch die nicht exklusive Bezeichnung als „Volkskaiser“, obwohl seine Nähe zum Volk bezweifelt werden kann.
Seit Ende des 19. Jahrhunderts wird er einerseits als fortschrittlicher Vertreter eines aufgeklärten Absolutismus gesehen, es kommt der Begriff des „Reformkaiser“ auf, andererseits wird auch auf den paternalistischen und zentralistischen Charakter seines Regiments hingewiesen. Gegen Ende des 19. Jahrhunderts war das Feiern von Kaiser Joseph II in deutschnationalen und antiklerikalen Kreisen verbreitet, so schlugen etwa Prager Burschenschaften Kaiser-Joseph-Kommerse.
Nichtsdestoweniger war er einer der wichtigsten Herrscher Österreichs, auf den viele konstruktive Ansätze zurückgehen und der einen bedeutsamen Reform- und Modernisierungsschub gebracht hat.
Joseph II. hat mit seinen Reformen „eine Revolution nach französischem Vorbild in seinen Ländern verhindert und die Entstehung einer modernen Welt befördert“, wenngleich seine radikalen Reformen nahezu eine Konterrevolution auslösten.

## Übersicht über die Reformen

Großes Wappen Josephs II.

Joseph führte viele Reformen durch, von denen er aber kurz vor seinem Tode noch einen Teil zurücknahm.

### Staatswesen
- Aufhebung der Leibeigenschaft
- Josephinisches Strafgesetz
  - Ersatz der Todesstrafe durch Schiffziehen im Zivilstrafrecht (nicht im Militärstrafrecht), ein Jahr nach demselben Beschluss seines Bruders Leopold II. in der Toskana
  - keine Ausnahmetatbestände für den Adel in Strafsachen
  - starke Umsetzung des später nullum crimen, nulla poena sine lege („Kein Verbrechen, keine Strafe ohne Gesetz“) genannten Grundsatzes
- Religionsfreiheit
- Öffnung des Praters und des Augartens für die Öffentlichkeit (von der Torinschrift kommt die Bezeichnung „Schätzer der Menschheit“)
- Einschränkung des strengen Spanischen Hofzeremoniells
- Schutzzölle für den Handel
- Grundsteuer für den Adel
- Versuch, Deutsch als Staatssprache im Vielvölkerreich einzuführen

### Soziales
- Bau von Schulen und Krankenhäusern (u. a. altes Allgemeines Krankenhaus der Stadt Wien)
- Gründung von Waisen- und Armenhäusern
- Verbannung der Friedhöfe aus den Städten, um das Grundwasser zu schonen
- Einrichtung eines steirischen Volksmuseums
- Verbesserung der Lebensverhältnisse arbeitender Kinder
- Vergabe von Tabaktrafiken an Kriegsversehrte[22]

### Kirche
- Auflösung von 700 Klöstern kontemplativer Orden (d. h. solcher, die keiner karitativen Tätigkeit wie Spitäler oder Schulen zu betreiben nachgingen). Deren Besitz diente 1782 zur Schaffung des „Religionsfonds“, der dann zur Finanzierung von über 3.000 neuen Pfarren diente.[23]
- Verringerung des päpstlichen Einflusses
- Verbot von „abergläubischen“ Bräuchen der Kirche, gleichzeitig Religionsfreiheit für Christentum und Judentum in den Toleranzpatenten vom 13. Oktober 1781 und von 1782
- Abschaffung von Särgen für jeden Toten, stattdessen ein allgemeiner Sarg, der eine Falltür hatte, ein sogenannter Josephinischer Gemeindesarg, im Volksmund auch Sparsarg genannt – dies wurde damals von der Bevölkerung mehrheitlich als pietätlos empfunden

## Populärkultur
Nach dem österreichischen Soziologen und Kulturanthropologen Roland Girtler soll Joseph II., dem Volksmund nach, des Öfteren einer bestimmten Dirne in einem der zahlreichen Bordelle am Wiener Spittelberg Besuche abgestattet haben. Bei einem solcher Besuche soll er unsanft vor die Tür gesetzt worden sein. Daran erinnert im Haus Spittelberggasse/Gutenberggasse 13 (heute ein Restaurant) folgende Inschrift: „Durch dieses Tor im Bogen kam Kaiser Joseph II. geflogen – 1778“. Der Errichtung von Bordellen hatte sich Joseph II. jedoch – wie seine Mutter – verweigert. Auf den Vorschlag hin, der Errichtung von Bordellen zuzustimmen, soll der Kaiser erwidert haben: „Was, Bordelle? Da brauche ich über ganz Wien nur ein großes Dach machen z’lassen …“
Der Kaiser wurde im Film nur relativ selten und als Nebencharakter dargestellt. So spielt beispielsweise im Mozart-Film Wen die Götter lieben (1942) Curd Jürgens den Monarchen. In Milos Formans preisgekröntem Werk Amadeus (1984) wird Joseph II. von Jeffrey Jones dargestellt. In Marie Antoinette (2006) spielt Danny Huston den Kaiser. In der fünften und letzten Folge der Miniserie Maria Theresia wird er von Aaron Frisz verkörpert.

## Ehrungen und Benennungen
Nach dem Kaiser wurden mehrere Straßen und Plätze benannt, die insbesondere im heutigen Österreich noch seinen Namen tragen.
Im Jahr 1780 wurde in Wien Innere Stadt (1. Bezirk) der Josefsplatz nach ihm benannt. Bis 1919 hieß auch die Heinestraße Kaiser-Joseph-Straße.
Eine Kaiser-Josef-Straße gibt es in Bregenz, zentral gelegene Kaiser-Josef-Plätze in Graz und Wels.
Die Kaiser-Joseph-Straße in Freiburg im Breisgau (im 18. Jh. vorderösterreichische Bezirksstadt) ist eine bedeutende Einkaufsstraße.
Aus Anlass seines Todes komponierte Ludwig van Beethoven seine Kantate auf den Tod Kaiser Josephs II. (WoO87) für Orchester, Chor und Solostimmen.

## Vorfahren
| Ahnentafel Joseph II. | Ahnentafel Joseph II.                                                                             | Ahnentafel Joseph II.                                                                             | Ahnentafel Joseph II.                                                                             | Ahnentafel Joseph II.                                                                             | Ahnentafel Joseph II.                                                                            | Ahnentafel Joseph II.                                                                            | Ahnentafel Joseph II.                                                                                                  | Ahnentafel Joseph II.                                                                                           |
| --------------------- | ------------------------------------------------------------------------------------------------- | ------------------------------------------------------------------------------------------------- | ------------------------------------------------------------------------------------------------- | ------------------------------------------------------------------------------------------------- | ------------------------------------------------------------------------------------------------ | ------------------------------------------------------------------------------------------------ | --- | --- |
| Ururgroßeltern        | Nikolaus Franz von Vaudémont (1609–1670) ⚭ 1634 Claudia von Lothringen (1612–1648)                | Kaiser Ferdinand III. (1608–1657) ⚭ 1651 Eleonora von Mantua (1630–1686)                          | König Ludwig XIII. (1601–1643) ⚭ 1615 Anna von Österreich (1601–1666)                             | Kurfürst Karl I. Ludwig (1617–1680) ⚭ 1650 Charlotte von Hessen-Kassel (1627–1686)                | Kaiser Ferdinand III. (1608–1657) ⚭ 1631 Maria Anna von Spanien (1606–1646)                      | Kurfürst Philipp Wilhelm (1615–1690) ⚭ 1653 Elisabeth Amalie von Hessen-Darmstadt (1635–1709)    | Fürst Anton Ulrich von Braunschweig-Wolfenbüttel (1633–1714) ⚭ 1656 Elisabeth Juliane von Holstein-Norburg (1634–1704) | Albrecht Ernst I. zu Oettingen (1642–1683) ⚭ Christine Friederike von Württemberg (1644–1674)                   |
| Urgroßeltern          | Herzog Karl V. Leopold (1643–1690) ⚭ 1678 Eleonore von Österreich (1653–1697)                     | Herzog Karl V. Leopold (1643–1690) ⚭ 1678 Eleonore von Österreich (1653–1697)                     | Philipp I. von Bourbon (1640–1701) ⚭ 1671 Liselotte von der Pfalz (1652–1722)                     | Philipp I. von Bourbon (1640–1701) ⚭ 1671 Liselotte von der Pfalz (1652–1722)                     | Kaiser Leopold I. (1640–1705) ⚭ 1676 Eleonore Magdalene von Pfalz-Neuburg (1655–1720)            | Kaiser Leopold I. (1640–1705) ⚭ 1676 Eleonore Magdalene von Pfalz-Neuburg (1655–1720)            | Herzog Ludwig Rudolf von Braunschweig-Wolfenbüttel (1671–1735) ⚭ 1690 Christine Luise von Oettingen (1671–1747)        | Herzog Ludwig Rudolf von Braunschweig-Wolfenbüttel (1671–1735) ⚭ 1690 Christine Luise von Oettingen (1671–1747) |
| Großeltern            | Herzog Leopold Joseph von Lothringen (1679–1729) ⚭ 1698 Élisabeth Charlotte d’Orléans (1676–1744) | Herzog Leopold Joseph von Lothringen (1679–1729) ⚭ 1698 Élisabeth Charlotte d’Orléans (1676–1744) | Herzog Leopold Joseph von Lothringen (1679–1729) ⚭ 1698 Élisabeth Charlotte d’Orléans (1676–1744) | Herzog Leopold Joseph von Lothringen (1679–1729) ⚭ 1698 Élisabeth Charlotte d’Orléans (1676–1744) | Kaiser Karl VI. (1685–1740) ⚭ 1708 Elisabeth Christine von Braunschweig-Wolfenbüttel (1691–1750) | Kaiser Karl VI. (1685–1740) ⚭ 1708 Elisabeth Christine von Braunschweig-Wolfenbüttel (1691–1750) | Kaiser Karl VI. (1685–1740) ⚭ 1708 Elisabeth Christine von Braunschweig-Wolfenbüttel (1691–1750)                       | Kaiser Karl VI. (1685–1740) ⚭ 1708 Elisabeth Christine von Braunschweig-Wolfenbüttel (1691–1750)                |
| Eltern                | Kaiser Franz I. Stephan (1708–1765) ⚭ 1736 Maria Theresia (1717–1780)                             | Kaiser Franz I. Stephan (1708–1765) ⚭ 1736 Maria Theresia (1717–1780)                             | Kaiser Franz I. Stephan (1708–1765) ⚭ 1736 Maria Theresia (1717–1780)                             | Kaiser Franz I. Stephan (1708–1765) ⚭ 1736 Maria Theresia (1717–1780)                             | Kaiser Franz I. Stephan (1708–1765) ⚭ 1736 Maria Theresia (1717–1780)                            | Kaiser Franz I. Stephan (1708–1765) ⚭ 1736 Maria Theresia (1717–1780)                            | Kaiser Franz I. Stephan (1708–1765) ⚭ 1736 Maria Theresia (1717–1780)                                                  | Kaiser Franz I. Stephan (1708–1765) ⚭ 1736 Maria Theresia (1717–1780)                                           |
| Joseph II.            |                                                                                                   |                                                                                                   |                                                                                                   |                                                                                                   |                                                                                                  |                                                                                                  | | |